# Андрю Грос
Андрю Грос (Andrew Gross) е американски писател на бестселъри в жанра трилър.

## Биография и творчество
Андрю Грос е роден на 18 май 1952 г. в Манхатън, Ню Йорк, САЩ. Фамилията му има успешен бизнес за производство на облекла – компанията „Лесли Фей“ създадена от дядо му Фред Померанц.
Израства в Манхатън и учи в мъжката гимназия „Бърнард“. През 1974 г. получава бакалавърска степен по английски език от Колежа в Мидълбъри, Върмонт. През 1982 г. получава магистърска степен по бизнес-политика от Колумбийския университет. Същата година се жени за съпругата си Лин, с която се запознава на „сляпа“ среща три години по-рано.
След дипломирането си работи две години като продавач на дрехи, след което отваря за кратко заведение за бързо хранене. През 1984 г. се връща в бизнеса на семейството. После поема компанията „Head NV Sportswear“ работеща в областта на производството на тенис и ски облекла в САЩ, като я прави процъфтяваща марка и я листва на борсата. През 1991 г. напуска и работи във френската фирма „Le Coq Sportif“ за модни голф и тенис аксесоари, и в канадската „Sun Ice, Inc.“ за ски оборудване.
Едновременно с работата си в последните компании започва да посещава курс по творческо писане към Университета на Айова и сам да пише книга. Ръкописът му на трилъра „Хидра“ е завършен през 1998 г. Той не успява да получи одобрението на издател за публикация, но връзките с издателите го свързват с Джеймс Патерсън за работа по общ проект.
Първите му съвместни трилъри с Патерсън са „Втори шанс“ и „Трета степен“, втората и третата книга от поредицата „Женски клуб „Убийства“. В нея инспекторката от Сан Франциско Линдси Боксър разследва заплетени убийства със съдействието на помощник окръжен прокурор Джил Бернхард, съдебния лекар Клер Уошбърн, и репортерката Синди Томас. Книгите стават бестселъри и са в списъците на „Ню Йорк Таймс“, а през 2007 – 2008 г. по поредицата е направен едноименен телевизионен сериал.
В следващите години той продължава сътрудничеството си с Патерсън по трилърите „Шутът“, „Спасителят“ и „Съдия и съдебни заседатели“.
През 2006 г. Андрю Грос се насочва към самостоятелна кариера. Първият му самостоятелен трилър „Синята зона“ става бестселър и утвърждава името му на търсен писател на трилъри.
През 2008 г. е публикуван първият му трилър от поредицата „Тай Хоук“. Главен герой е детектива от Гринуич, Кънектикът, който разкрива корупционни престъпления и политически конспирации.
Произведенията на писателя са преведени и издадени на повече от 25 езика по света.
Андрю Грос живее със семейството си в Уестчестър, Ню Йорк.

## Произведения

### Самостоятелни романи
- Шутът, The Jester (2003) – с Джеймс Патерсън
- Спасителят, The Lifeguard (2003) – с Джеймс Патерсън
- Съдия и съдебни заседатели, Judge and Jury (2006) – с Джеймс Патерсън
- Синята зона, The Blue Zone (2007)
- Eyes Wide Open (2011) – издаден и като „Killing Hour“
- 15 Seconds (2012)
- No Way Back (2013)
- Everything to Lose (2014)

### Серия „Тай Хоук“ (Ty Hauck)
1. The Dark Tide (2008)
2. Don't Look Twice (2009)
3. Reckless (2010)
4. One Mile Under (2015)

### Серия „Няма връщане“ (No Way Back)
1. No Way Back Part 1 of 3 (2013)
2. No Way Back Part 2 of 3 (2013)
3. No Way Back Part 3 of 3 (2013)

### Участие в общи серии с други писатели

#### Серия „Женски клуб „Убийства“ (Women's Murder Club) – сДжеймс Патерсън
2. Втори шанс, 2nd Chance (2002)
3. Трета степен, 3rd Degree (2004)
от серията има още 12 романа от Джеймс Патерсън и Максин Паетро

### Сборници
- Andrew Gross 3-Book Thriller Collection (2014)
- The Andrew Gross Thriller (2014)